# Горнхаузен
Горнхаузен (њем. Gornhausen) општина је у њемачкој савезној држави Рајна-Палатинат. Једно је од 107 општинских средишта округа Бернкастел-Витлих. Према процјени из 2010. у општини је живјело 222 становника. Посједује регионалну шифру (AGS) 7231040.

## Географски и демографски подаци
Горнхаузен се налази у савезној држави Рајна-Палатинат у округу Бернкастел-Витлих. Општина се налази на надморској висини од 490 метара. Површина општине износи 5,3 km². У самом мјесту је, према процјени из 2010. године, живјело 222 становника. Просјечна густина становништва износи 42 становника/km².